# Металургійна ширококолійна лінія (LHS)
Металургійна ширококолійна лінія (LHS) — (пол. Linia Hutnicza Szerokotorowa) також відома як лінія металургійно - сіркова (пол. Linia Hutniczo - Siarkowa) — одноколійна, неелектрифікована польська залізнична лінія № 65, що простягається від залізничного переходу в Грубешеві до залізничної станції Славкув Південний LHS на території Польщі.

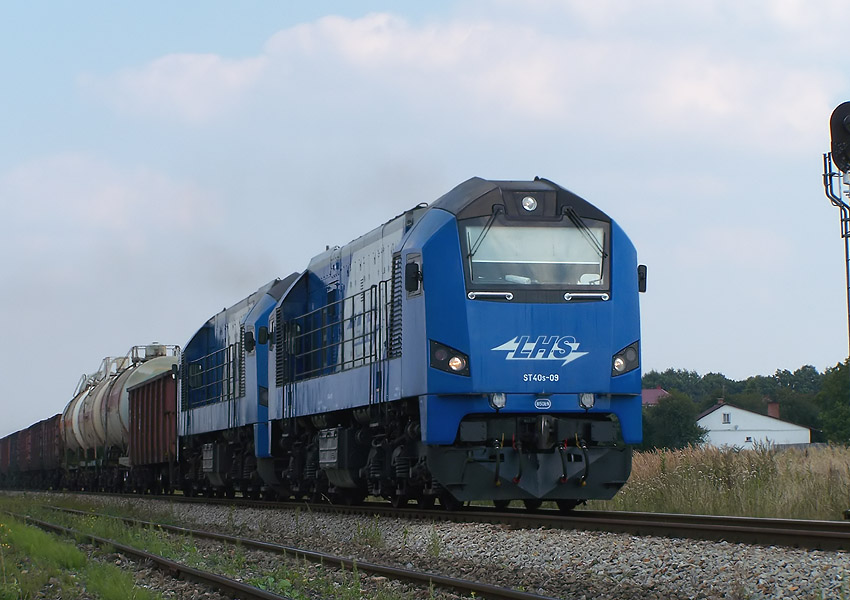
Тепловоз ST40s на LHS

Спочатку, згідно плану, лінія починалася на магістралі Ковель-Львів зі станції Овадне і йшла праворуч паралельно дільниці Овадне — Володимир до колійного поста 8 кілометр, який розташований на північній околиці міста Володимир. В середині 1990-их років через економічну скруту цю колію розібрали і дільниця знову стала одноколійною. На сьогоднішній день з українського боку власне лінія (відгалуження) починається через 7 кілометрів після Овадне (в межах колійного поста 8 кілометр). Через станції Устилуг та Ізов колія йде до кінцевої станції на українській території — міжнародного залізничного вантажного пункту пропуску та контролю Лудин. Звідти ще 2 кілометри до кордону з Польщею на Західному Бузі. Усього українська частина подальшої польської лінії становить 38 км (від станції Овадне до моста через Західний Буг). А фактично, від відгалуження до кордону — 31 км. А загалом міждержавна залізниця до Славкува має довжину близько 432,7 км (фактично, 425,7 км).
Залізнична лінія № 65 є найдовшою широкою колією в Польщі. ЇЇ протяжність від державного кордону до вантажної станції Славкув становить 394,650 км. Загальна протяжність усіх колій — 524,339 км. На даний час лінія є найдовшою залізницею в західному напрямку Європи, що має ширину колії 1520 мм.
З 2001 року використовується тільки для міжнародних вантажних перевезень. Наприкінці лінії та по всій довжині її перебігу є термінали для розвантаження різних видів вантажів та товарів, що ввозяться до Польщі з України та інших країн колії 1520 мм.
Окрім Центральної залізничної магістралі (польська залізнична лінія № 4), Металургійна ширококолійна лінія була найбільшою залізничною лінією, побудованою у мережі державних залізниць Польської Народної Республіки.

## Історія

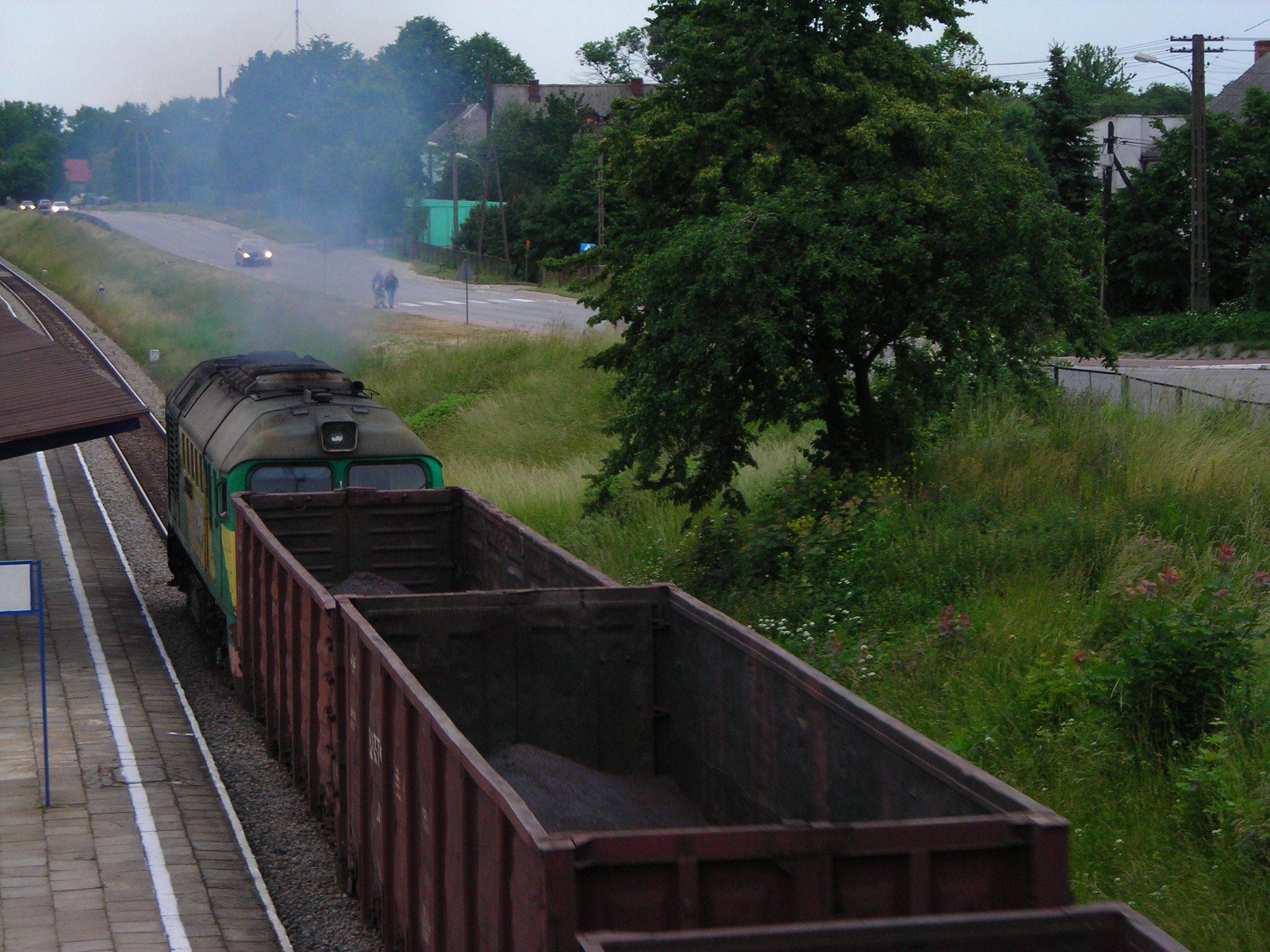
Тепловоз ST44 (М62) біля Сендзішува

Концепція будівництва залізничного сполучення Лази —Ківерці була започаткована в 20-му столітті. Мета її полягала у забезпеченні вугіллям внутрішніх територій Польщі — з польської частини Верхньої Сілезії до Волині і збільшенні щільності залізничних ліній в південній частині колишньої так званої Конгресовки (Конгресове королівство), на якій до Першої світової війни було заборонено будівництво стальних магістралей. Проте, ці інвестиції не були реалізовані.
Тільки в 1976–1979 роках була побудована ця лінія для обслуговування експорту залізної руди з Кривого Рогу до металургійних комбінатів Катовиць й імпорту польської сірки та вугілля до Радянського Союзу. У 1970-их роках новий потужний сталеливарний комбінат переживав період процвітання. Для підтримання виробництва на високому рівні була потрібна велика кількість залізної руди. Основним джерелом її постачання був Криворізький залізорудний басейн (тоді це був СРСР, в даний час — Україна). Сировину доставляли залізницею через Медику, Перемишль і Тарнів до Явожно Щакова. Проте лінія не була спроможна забезпечити необхідний вантажопотік.
Тому керівництво Польських державних залізниць (ПКП) розглядало два плани: перший — модернізація існуючих колій, для збільшення перевезення вантажів, другий — будівництво нової широкої колії, щоб полегшити транзит через кордон. Останній варіант був схвалений і пізніше розроблений Головним науково-проектним бюро колійного будівництва у Варшаві. Юзеф Скорупскі був генеральним проектувальником. До проекту були залучені ще двадцять одне конструкторське бюро, вісім геологічних компаній і три технічні університети.
Лінія побудована через територію Розточанського національного парку, незважаючи на негативну позицію Національної ради з охорони природи. Вона був відкрита 30 листопада 1979 року.
У 2001 році переведена в управління Польських державних залізниць (ПКП) як ПКП ЛХС (PKP LHS).
Тривалий час планується ширше використання лінії для перспективного залізничного сполучення Європа — Азія.

## Пасажиропотік на LHS

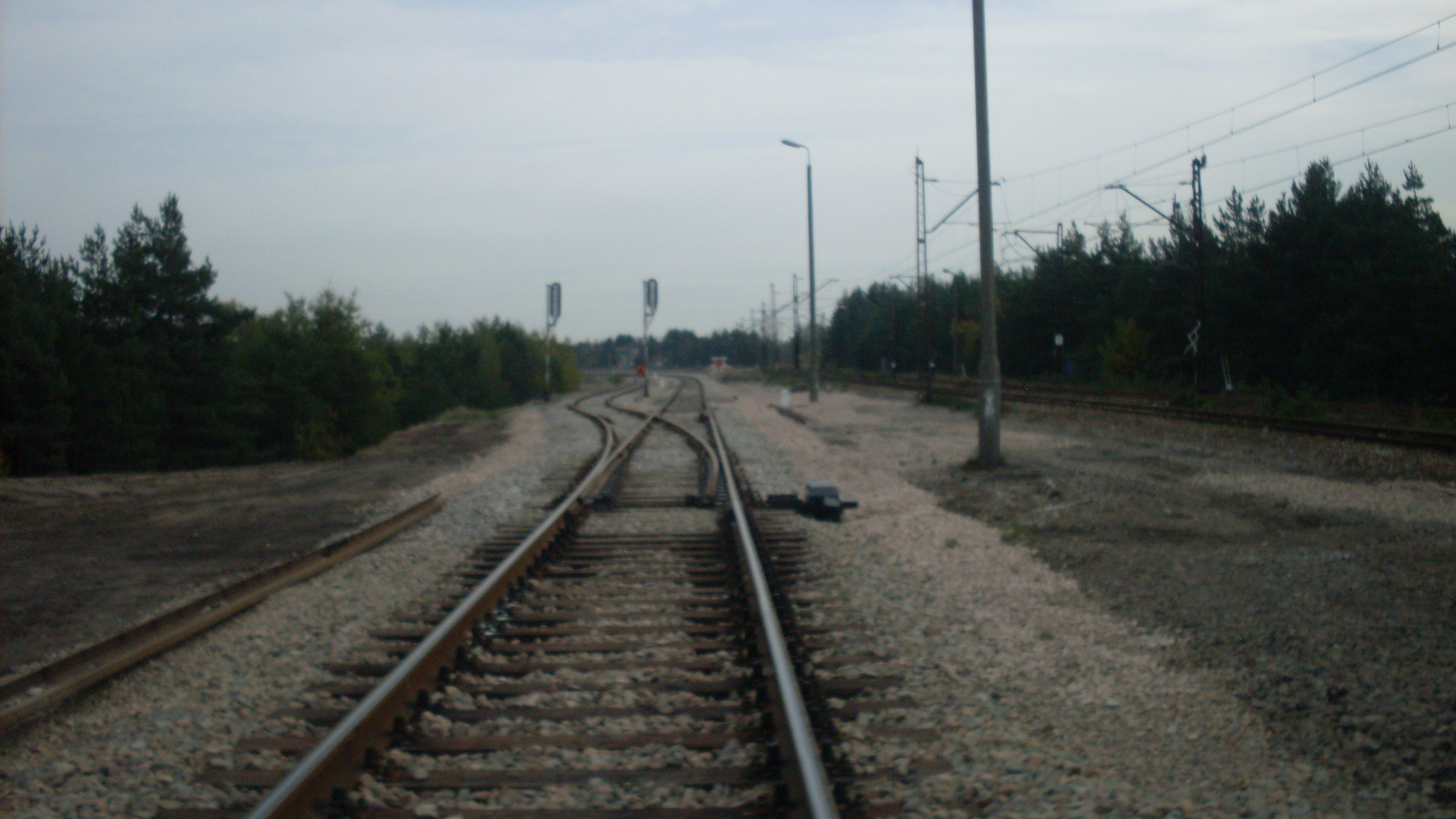
Колія біля Буковно

У 1990-их та початку 2000-их LHS лінія була використана для перевезення пасажирів. Курсували нею поїзди з Росії та України. Спочатку це була пара швидких поїздів сполученням Москва—Олькуш—Москва. У 1993 році маршрут було доповнено ще кількома потягами: Львів—Замосць Північний і Москва—Замосць Північний. У 1994 році пасажирські поїзди на LHS курсували тільки раз на тиждень: Олькуш—Харків—Олькуш. З середини 1990-их років регулярне пасажирське сполучення перервалося і потяги їздили інколи, на спеціальне замовлення.
Для обслуговування пасажирів були побудовані платформи на станціях Грубешів і Олькуш і зупинні пункти: Замосць Північний, Воля Барановска і Сендзжішув Північний. Митний та паспортний контроль пасажирів відбувався на прикордонній станції Грубешів. В Україні подібні процедури проходили на станції і міжнародному залізничному вантажному пункті пропуску та контролю Ізов.